# ماروین کلیس
ماروین کلیس (انگلیسی: Marvin Kleihs؛ زادهٔ ۱۹ مارس ۱۹۹۴) بازیکن فوتبال اهل آلمان است.
از باشگاه‌هایی که در آن بازی کرده‌است می‌توان به باشگاه فوتبال وولفسبورگ اشاره کرد.